# Решид Мурад
Решид Мурад (крим. Reşid Murad, Муратов Решид Мустафайович; 8 липня 1915, м. Карасубазар — 19 січня 2000, Сімферополь) — кримськотатарський поет, письменник, журналіст. Член Спілки письменників СРСР (1940), Спілки журналістів СРСР (1958), Національної спілки письменників України (1995). Заслужений працівник культури УзРСР (1975).

## Життєпис
Народився 8 липня 1915 р. в м. Карасубазар (нині Білогірськ, АР Крим). Походив з творчої родини — старший брат Гані Мурад був відомим актором, режисером і драматургом.
Після закінчення зразкової татарської середньої школи в Акмесджиті (нині м. Сімферополь) працював у редакції молодіжної газети «Яш къувет» («Молода сила») та журналі «Яш ленинджилер» («Молоді ленінці»),
1935 року став одним з перших співробітників Карасубазарського радіо, вів передачі кримськотатарською та російською мовами.
Закінчив факультет кримськотатарської мови і літератури Кримського педагогічного інституту (1938).
1939—1944 рр. — завідувач відділу культури газети «Къызыл Къырым» («Червоний Крим») у Сімферополі.
Після депортації 1944 р. жив у Ташкенті (Узбекистан), працював у газеті «Ленин байрагъы» («Ленінський прапор»).
1995 р. повернувся до Криму, продовжував писати та друкувався в газетах «Къырым», «Янъы дюнья» («Новий світ»), журналі «Йылдыз» («Зірка»).
Помер 19 січня 2000 року в Сімферополі.
Особистий архів письменника (листи, фотографії, понад 40 грамплатівок) за його заповітом було передано до Кримськотатарської бібліотеки імені Ісмаїла Гаспринського.

## Творчість
Дебютував 1930 віршами у газеті «Яш къувет».
Автор 15 книг, серед яких: «Яшлыкъ йырлары» («Пісні молодості», 1938), «Ор челлеринде» («У Перекопських степах», 1940), «Лирика» (1941), «Бир къучакъ чечек» («Оберемок квітів», 1961; усі — Сімферополь), «Дагълар сонатасы» («Соната гір», 1968), «Ачыкъ гонъюльнен» («З відкритою душею», 1971), «Инат торунлар» («Вперті онуки», 1975), «Йылдырым» («Гроза», 1976), «Бекленильген ал елькенлер» («Очікувані червоні вітрила», 1980), «Эрлик сынавындан кечкенлер» («Ті, що пройшли випробування мужності», 1983), «Юксеклик» («Висота», 1986), «Сенелер» («Роки», 1991; усі — Ташкент).
Багато віршів поета покладено на музику, серед них — відома «Пісня про рідні береги», присвячена рідному Криму.